# Allan Boase
Allan Joseph Boase (19 février 1894 - 1er janvier 1964) est un général de l'armée australienne qui a servi pendant la Première et la Seconde Guerre mondiale.

## Jeunesse
Allan Joseph Boase est né le 19 février 1894 à Gympie, dans le Queensland, de Charles et Harriet Boase. Immigré anglais, son père était journaliste. L'un des quatre fils, Allan Boase fait ses études à la Brisbane Grammar School et en 1911 entre au collège militaire royal de Duntroon, dans le Territoire de la capitale fédérale. Il obtient son diplôme de façon anticipé en 1914 en raison du déclenchement de la Première Guerre mondiale,.

## Carrière militaire
Rejoignant le 9e bataillon de la première force impériale australienne en août 1914, il est expédié en Égypte le mois suivant après le déclenchement de la Première Guerre mondiale. Il fait partie des troupes débarquées à Gallipoli le 25 avril 1915 et, avec son peloton, se fraye un chemin jusqu'à Lone Pine. Blessé le lendemain, Boase est évacué et ne rejoint son unité qu'en septembre. À la suite du retrait des forces alliées de Gallipoli, il est affecté au 12e bataillon et son unité est affectée sur le front occidental en juin 1916. Promu major à la fin de l'année, Boase exerce des fonctions d'état-major pour le reste de la guerre au sein du quartier général d'un certain nombre de brigades et de la 5e division.
Pendant l'entre-deux-guerres, Boase se rend en Angleterre pour fréquenter le Staff College de Camberley de 1924 à 1925. À son retour en Australie, il occupe plusieurs postes d'état-major, dont un poste d'échange militaire en Inde. Peu de temps après le déclenchement de la Seconde Guerre mondiale, il est promu colonel. Après avoir servi comme commandant de l'école de commandement et d'état-major de Sydney de novembre 1939 à avril 1940, il est détaché auprès de la seconde force impériale australienne (2e AIF) en tant que quartier-maître général de la 7e division. Envoyé avec la division au Moyen-Orient à la fin de 1940, il est promu brigadier temporaire et responsable des unités de base et des lignes de communication autour de Gaza, où la 2e AIF avait établi sa base. Boase est nommé Commandeur de l'Ordre de l'Empire britannique en 1942.
Après avoir passé environ huit mois au commandement de la 16e brigade, Boase est transféré à Ceylan, en tant qu'officier général commandant (GOC), AIF Ceylan en mars 1942. Après six mois à ce poste, il retourne en Australie en tant que général de division à l'état-major général de la Première armée, basé à Toowoomba, dans le Queensland. L'année suivante, il est placé à la tête de la 11e division, puis en Nouvelle-Guinée. Il mène ses hommes à travers la campagne des monts Finisterre jusqu'en avril 1945. Il vit les derniers mois de la guerre en tant que GOC de la Western Command, à Perth.

## Après-guerre
Après la guerre, Boase est le représentant de l'armée australienne et de la défense à Londres jusqu'à une promotion temporaire au grade de lieutenant général en 1949. Son dernier poste militaire est en tant que GOC du Southern Command, basé à Melbourne. Il prend sa retraite en 1951, restant à Melbourne avec sa femme, Williamina, qu'il a épousée en 1922. Il meurt le 1er janvier 1964 d'une occlusion coronarienne, laissant dans le deuil sa femme et ses deux enfants. Son fils, Neil, atteint le grade de commodore dans la Royal Australian Navy.